# Erika Schiller
Erika Schiller es una deportista alemana que compitió para la RFA en luge. Ganó una medalla de plata en el Campeonato Europeo de Luge de 1952, en la prueba individual.

## Palmarés internacional
| Campeonato Europeo | Campeonato Europeo           | Campeonato Europeo | Campeonato Europeo |
| Año                | Lugar                        | Medalla            | Prueba             |
| ------------------ | ---------------------------- | ------------------ | ------------------ |
| 1952               | Garmisch-Partenkirchen (RFA) | Medalla de plata   | Individual         |